# Ludwig Dornblüth
Albert Ludwig Dornblüth, auch Johann Albrecht Daniel Ludwig Dornblüth (* 10. April 1784 in Ludwigslust; † 13. März 1857 in Plau am See), war ein deutscher Arzt, großherzoglich mecklenburg-schwerinscher Kreisphysikus, Geheimer Hofrat und seinerzeit einer der angesehensten mecklenburgischen Mediziner.

## Leben
Ludwig Dornblüth wurde als Sohn des herzoglichen Hofsängers August Wilhelm Dornblüth in der mecklenburg-schwerinschen Residenz Ludwigslust geboren. Er studierte an der Rostocker Universität Medizin und wurde 1813 dort promoviert. Nach der Promotion ließ er sich als praktischer Arzt, gleichzeitig als berufener Domanialamtsarzt, in Plau am See nieder. Im Jahr 1814 heiratete er in Rostock Friedrike Wilhelmine Kock, Tochter des Superintendenten an der dortigen St. Marienkirche.
Im Juni 1825 eröffnete Dornblüth in Plau ein ambulantes Institut für Augenkrankheiten, ein Jahr später behandelte er auch chirurgische Fälle. Bis Mitte 1827 waren es 187 Augenkranke und 60 chirurgische Patienten, die Heilungsaussichten betrugen knapp 90 %. Hoch anzurechnen ist, dass unter diesen 247 Patienten 90 bedürftige – mehr als 36 %! – unentgeltlich behandelt wurden.
Am 10. Februar 1827 erhielt Dornblüth für seine Verdienste den Titel eines Geheimen Hofrats verliehen und am 1. Dezember 1828 erfolgte die Ernennung zum Kreisphysikus. Seine Tochter Minna Dornblüth heiratete 1853 den Leipziger Arzt Ferdinand Goetz. Dieser wiederum war für die deutsche Turnerbewegung eine herausragende Figur.
Als sehr angesehener Arzt publizierte Dornblüth auch über medizinische Themen insbesondere der Orthopädie wie die Behandlung der Knochenbrüche und der Deformitäten. Ein weiteres Thema war die Prothetik von Gliedmaßen, etwa im Auftrag des Großherzogs Friedrich Franz I. von Mecklenburg für einen Musketier namens Drefal. So schrieb er auch Aufsätze in dem von Christoph Wilhelm Hufeland begründeten Journal der practischen Heilkunde.
Im Rahmen von Auseinandersetzungen mit dem gegen Schulmediziner als auch Homöopathen schreibenden Hydrotherapeuten J. H. Rausse bezeichnete Dornblüth Kaltwasser-Heilanstalten und somit Wasserkuren als nutzlos und „gefährlich für das Publikum“.
Dornblüth war Ehrenmitglied des Apothekervereins Norddeutschland, wirkliches Mitglied der Medizinischen Gesellschaft Leipzig, auswärtiges Mitglied der Königlichen Societas Media in Kopenhagen, außerdem korrespondierendes Mitglied der Medizinisch-Chirurgischen Gesellschaft zu Berlin und weiterer medizinischer Vereinigungen.
Auch sein Sohn Friedrich Dornblüth (1825–1902) und sein Enkel Otto Dornblüth wurden Ärzte.

## Veröffentlichungen
- Wiederersatzapparate für verlorne Gliedmassen. Mitgetheilt vom Hofr. Dr. Dornblüth zu Plau in Meklenburg. A.: Künstliche Füsse. B.: Ueber künstliche Arme (pp.737-750; 763-766; 609-616, 1 Taf.), Wschr. ges. Heilk., 1844/46-47 † 1845/38. - Berlin, A. Hirschwald, 1844.
- Ueber den mechanischen Wiederersatz der verlorenen unteren Gliedmassen durch eigene Apparate. Rostock und Güstrow, bei J.M. Oeberg & Comp., 1831. (Digitalisat in der Google-Buchsuche)
- Der Pferdefuss, die verschiedenen Krümmungen des Kniegelenks und der Röhrenknochen, die Anziehung des Unterschenkels gegen den Oberschenkel und deren sichere Heilung durch eine neue mechanische Vorrichtung. Mit gefalt. lithogr. Tafel. 31 SS. Pappband der Zeit mit Rückenschild. Rostock und Güstrow, J. M. Oeberg & Comp., 1831.